# George Hudson (trompettiste)
Pour les articles homonymes, voir George Hudson et Hudson.
George Hudson est un trompettiste de jazz, né à Stonewall (Mississippi) le 7 mars 1910, mort à Brooklyn (Illinois) le 10 juillet 1996.
Il fut l'un des premiers membres du big band Sun Ra. Il joua également régulièrement avec la chanteuse Dinah Washington.